# Erígone (filla d'Egist)
Erígone (en grec antic Ἠριγόνη), d'acord amb la mitologia grega, va ser una heroïna, filla d'Egist i de Clitemnestra i germana d'Aletes.
Va tenir un paper en el mite d'Orestes. Els autors difereixen, i de vegades es diu que la seva intervenció va provocar que Orestes es presentés davant del tribunal de l'Areòpag a Atenes, que el van jutjar per assassinat. Quan el van absoldre, Erígone se suïcidà. Una altra versió explica que Orestes la va voler matar alhora que als seus pares, però Àrtemis la va salvar i la va conduir a Atenes, on va ser sacerdotessa seva.
Finalment, una altra tradició diu que es va casar amb Orestes i va tindre un fill anomenat Pèntil.